# الکساندر چرویاکوف
الکساندر چرویاکوف (انگلیسی: Alexandr Chervyakov؛ زادهٔ ۱۸ ژوئن ۱۹۸۰) ورزشکار دوگانه، و افسر پلیس اهل قزاقستان است.